# Joash Onyango
Joash Achieng Onyango (Kakamega, 31 gennaio 1993) è un calciatore keniota, difensore del Gor Mahia e della Nazionale keniota.

## Caratteristiche tecniche
È un difensore centrale.

## Carriera

### Club
Ha giocato nella prima divisione keniota.

### Nazionale
Ha esordito con la nazionale keniota il 25 maggio 2018 disputando l'amichevole persa 1-0 contro lo eSwatini.
È stato convocato per disputare la Coppa d'Africa 2019.